# Udi Harpaz
Udi Harpaz (13 maart 1952) is een Israëlische componist en orkestrator die de Marvel-serie Spider-Man componeerde.

## Componist
- Spider Man - Marvel
- Masked Rider - Saban
- Digimon - Saban
- Jim Button - Saban
- Princess Sissi - Saban
- We Baby Bears - Cartoon Network